# Maira whitneyi
Maira whitneyi är en tvåvingeart som beskrevs av Charles Howard Curran 1936. Maira whitneyi ingår i släktet Maira och familjen rovflugor. Inga underarter finns listade i Catalogue of Life.